# Tapinocephalus atherstonei
Tapinocephalus (‘cap humil’) és un gènere de grans dinocèfals herbívors que visqueren al període Permià mitjà. Aquests animals corpulents i rabassuts es caracteritzaven per tenir la part superior del crani ossificada i un morro curt. Es creu que, com la resta dels membres de la seva família, el comportament intraespecífic d'aquests animals incloïa la lluita a cops de cap entre si, possiblement per defensar territoris o lluitar per les femelles.
Es coneixen restes fòssils consistents en elements cranials i postcranials de Tapinocephalus en els horitzons inferior, mitjà i superior de la zona d'associació Tapinocephalus (Capitanià) dels llits inferiors del Beaufort del Karoo de Sud-àfrica. Només es considera vàlida en aquest gènere l'espècie tipus, T. atherstonei.
El tapinocèfal era un dels animals més grans del seu temps, amb 3 m de llargada i 1,5 a 2 t de pes.

## Classificació

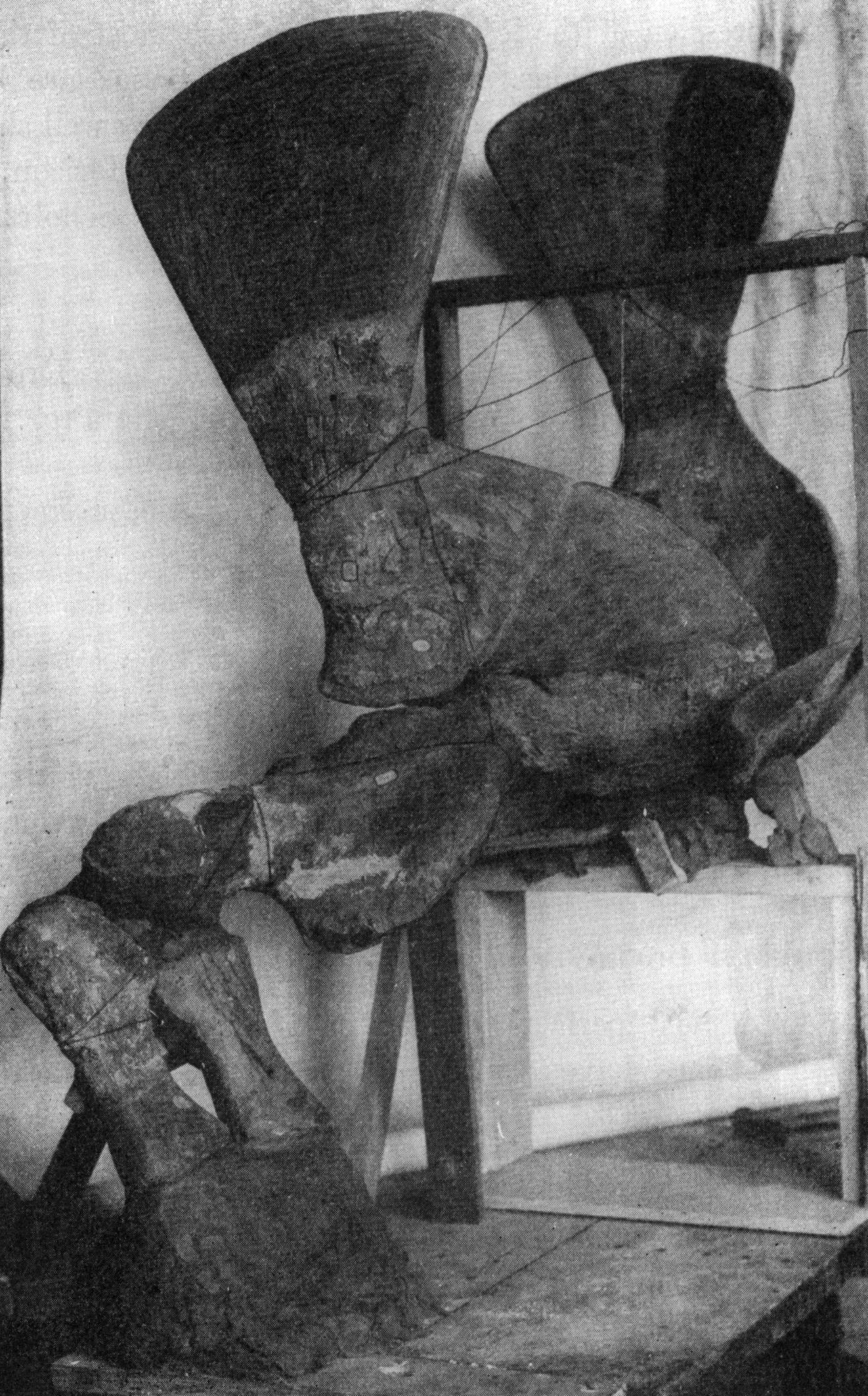
Cintura escapular i extremitat anterior de Tapinocephalus atherstonei, espècimen 5611

Tapinocephalus atherstonei és l'única espècie del gènere. Es coneix per uns quants cranis i ossos postcranials. El crani és gran, amb un sostre cranial marcadament paquiostòtic, ossos frontals massius i morro curt semblant al de Moschops. Taurops n'és un sinònim. Aquest animal sobrevisqué fins al final de la zona a la qual dona nom, zona Tapinocèfal. Phocosaurus megischion, que es troba també fins al final de la zona Tapinocèfal, es diferencia de Tapinocephalus només en el fet que la transició dels frontals al morro no és abrupta.